# وحمة زائلة الصباغ
وحمة زائلة الصباغ (بالإنجليزية: Nevus depigmentosus)‏. هي فقدان الصباغ في الجلد و يمكن تفريقها بسهولة عن البهاق. على الرغم من أن عامل السن ليس له الكثير من التأثير في الوحمة زائلة الصباغ ولكن في حوالي 19% من الحالات تكون موجودة عند الولادة. حجمها قد يزيد مع نمو الجسم. التوزيع على مناطق الجسم يكون مستقر إلى حد ما وهي تُعد من بقع نقص التصبغ التي لا تتغير مع الوقت. السبب الدقيق لهذه الوحمة لا يزال غير مفهوم بشكل واضح. خلل في التطور الجنيني قد يكون العامل المسبب حسب بعض الاقتراحات.
وقد وُصفت سابقا بانها «مهق موضعي» ولكن ذلك غير صحيح. الاشخاص الذيت لديهم وحمة زائلة الصباغ قد يكونون عرضة لحروق الشمس بسبب نقص الصباغ، ويجب على المريض استخدام حماية جيدة من أشعة الشمس. واقي الشمس يجب أن يُطبق على جميع اجزاء الجلد. معظم المرضى الذين يعانون من الوحمة زائلة التصبغ لا يطلبون علاج لها. لا يوجد طريقة لاعادة الصباغ للجلد. ومع ذلك، يمكن تغطية الافة بواسطة بعض مستحضرات التجميل والمكياج، فالتمويه فعّال في عدم اظهارها. إذا كانت الآفة صغيرة يمكن ان يتم ازالتها بالجراحة.

## أسباب
هذه البقع البيضاء تظهر نتيجة لتشوهات أو خطأ في وظيفة الخلايا الصباغية التي تنتج القليل من الصباغ مما يؤدي إلى بقع بيضاء مميزة في الجلد.

## الأعراض
هي بقع بيضاء قد تظهر في أي منطقة من الجسم، ولكن هذه البقع البيضاء ليست مستقرة تماما. في الغالبية العظمى من المرضى، الآفات ليست بيضاء تماما، بل هي ناقصة الصباغ وتشبه رش الطلاء. هذه الآفة دائمة ولا يوجد علاجات فعالة لإعادة اللون لهذه الوحمة. إذا كان هناك الشعر في المنطقة المصابة، فإنه عادة ما يكون عديم اللون أو أبيض.

## العلاج
العديد من الطرائق العلاجية تم تجريبها مثل PUVA, الليزر، والتطعيم أو زراعة الجلد. العلاج بال PUVA لم يثبت له فائدة. في حالة واحدة ومع 14 جلسة من العلاج بالليزر عادة اللون للوحمة في إحدى التجارب. على الرغم من عودة التصبغ في الوحمة زائلة الصباغ ممكن عن طريق التطعيم ولكن لم يحدث ذلك بكل الحالات. في النظر في تجربة المؤلفين ولنا نوعية والاحتفاظ الصباغ لا يمكن التنبؤ بها.